# Élodie Bouchez
Élodie Josiane Jane Bouchez-Bangalter (ur. 5 kwietnia 1973 w Montreuil) – francuska aktorka filmowa, telewizyjna i teatralna. Laureatka Europejskiej Nagrody Filmowej i nagrody na 51. MFF w Cannes za główną rolę w filmie Wyśnione życie aniołów (1998) Éricka Zonki, dwukrotna zdobywczyni Cezara.

## Życiorys

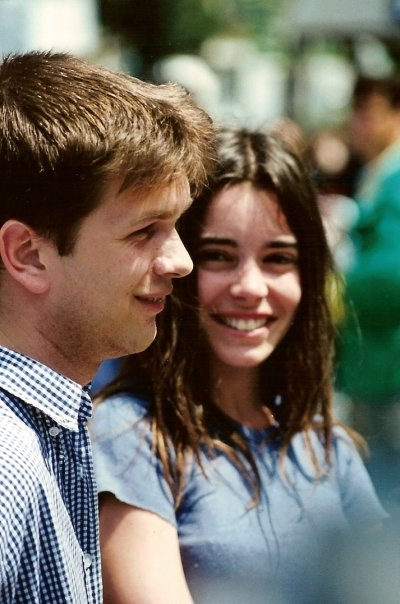
Gaël Morel i Élodie Bouchez na premierze filmu Dzikie trzciny podczas 47. MFF w Cannes (1994)

### Wczesne lata
Urodziła się w Montreuil, na wschodnich przedmieściach Paryża w rodzinie katolickiej. Uczęszczała do liceum katolickiego im. Św. Tomasza z Akwinu w Paryżu. Język niemiecki był jej pierwszym językiem obcym w szkole średniej. W 1989, mając 16 lat, zdała Baccalauréat (odpowiednik polskiej matury). Później rozpoczęła studia na wydziale teatrologii na Université de Paris X w Nanterre.
Znana jest również pod pseudonimem Paployon. Ma 170 centymetrów wzrostu.

### Początki kariery
W trzynastym roku życia zaczęła pracować jako modelka. W wieku 16 lat zadebiutowała na ekranie jako Natacha w dramacie Stan the Flasher (1990) w reżyserii Serge’a Gainsbourga, muzyka i filmowca u boku Claude’a Berriego, Richarda Bohringera i Daniela Duvala. Wkrótce wzięła udział w reklamie chipsów Bahlsen Stackers (1992).
Można było ją zobaczyć w melodramacie erotycznym z Benoît Magimelem Skradziony zeszyt (Le Cahier volé, 1993) w roli córki właściciela miejscowej karczmy, marzącej o byciu pisarką, jako dziewczynę w samolocie w komedii Patrice’a Leconte’a Tango (1993) z udziałem Philippe’a Noireta, Richarda Bohringera, Thierry’ego Lhermitte’a, Carole Bouquet, Jeana Rocheforta i Michèle Laroque oraz w roli Sophie w komediodramacie Cédrica Klapischa Młodzi groźni (Le péril jeune, 1994) z Romainem Durisem i Vincentem Elbazem.
W 1995 za kreację Maïté Alvarez w dramacie André Téchiné Dzikie trzciny (Les Roseaux sauvages, 1994) z Gaëlem Morelem, Stéphane’em Rideau i Frédérikiem Gornym otrzymała Cezara dla najbardziej obiecującej aktorki. Wystąpiła w filmie dokumentalnym na temat kampanii społecznej dotyczącej walki z AIDS (1995).
Zaśpiewała kilka piosenek w duecie z Jeanem-Louisem Muratem na jego płycie pt. Mademoiselle Personne (1995). W 1997 była członkinią jury, które obradowało w czasie Festiwalu Kina Amerykańskiego w Deauville.
W 1998 za rolę dwudziestoletniej Isy, bez stałego zajęcia i miejsca zamieszkania, w dramacie Éricka Zonki Wyśnione życie aniołów (La vie rêvée des anges, 1998) z Natachą Régnier otrzymała nagrodę dla najlepszej aktorki na 51. MFF w Cannes, a później również Cezara dla najlepszej francuskiej aktorki roku.

### Amerykańskie doświadczenie

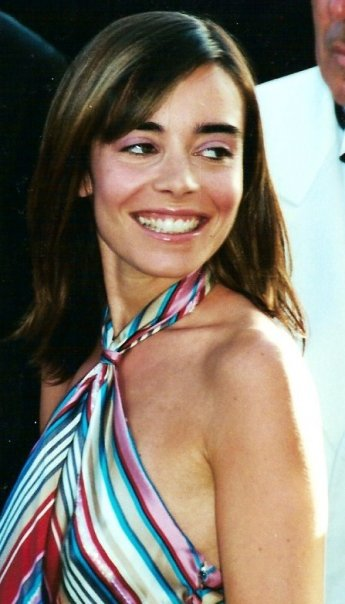
Bouchez na 53. MFF w Cannes (2000)

Amerykański piosenkarz i autor piosenek David Mead napisał o niej piosenkę „Elodie” (2001), która znalazła się na jego albumie Mine and Yours. W 2005 Élodie Bouchez rozpoczęła karierę w Stanach Zjednoczonych, dołączając do obsady piątego sezonu serialu AXN Agentka o stu twarzach (Alias), w którym Jennifer Garner jako Sydney Bristow i Michael Vartan jako Michael Vaughn / André Michaux odgrywają wiodącą rolę tajnych agentów. Bouchez wcieliła się w Renée Rienne, przestępczynię ściganą przez policję na całym świecie. Pierwszy odcinek tego nowego sezonu został wyemitowany 29 września 2005 na antenie ABC i 8 lutego 2007 we Francji na kanale M6. Jej postać zniknęła z serialu w połowie sezonu, na rzecz innej kobiecej postaci Kelly Peyton, granej przez Amy Acker, i lepiej przyjętej przez krytykę i telewidzów.
Grała także w dwóch odcinkach sezonu trzeciego i czwartego serialu Showtime Słowo na L (The L Word, 2007), w którym odgrywała drugoplanową rolę Claude Mondrian, kochanki Jennifer „Jenny” Schecter (w tej roli Mia Kirshner). Te doświadczenia w amerykańskiej telewizji były sporadyczne, a Bouchez powróci do francuskich projektów.
W dramacie Imperialiści są wśród nas! (The Imperialists Are Still Alive!, 2010) była Asyą, pracującą na Manhattanie artystką wizualną.

### Dyskretny powrót do Francji

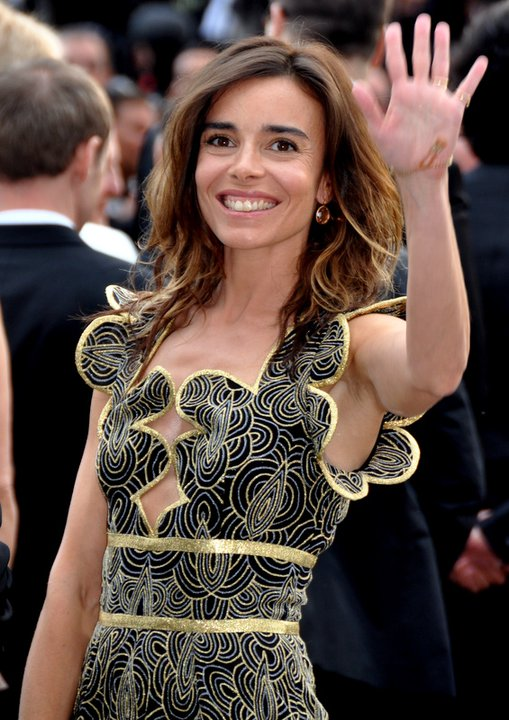
Bouchez na 64. MFF w Cannes (2011)

Została obsadzona w roli Lisy w dreszczowcu Bohater (Héros, 2007), który zaprezentowano na 60. MFF w Cannes oraz na Warszawskim Międzynarodowym Festiwalu Filmowym. W dramacie Gaëla Morela Po nim (Après lui, 2007) z Catherine Deneuve wystąpiła jako Laure, siostra Mathieu, która nie akceptuje jego przyjaciela Francka (Thomas Dumerchez). W komediodramacie Moje miejsce pod słońcem (Ma place au soleil, 2007) z Jacquesem Dutronc'em, François Cluzetem, Valerią Golino, André Dussollierem i Gilles’em Lellouche’em pojawiła się jako Julie. W komedii Jaki ojciec, taka córka (Tel père telle fille, 2007) zagrała Sandrę, najlepszą przyjaciółkę dziewczyny gwiazdora rocka (Vincent Elbaz).
Wystąpiła w komedii kryminalnej Ich dwóch i Paryż (Seuls Two, 2008) z Kristin Scott Thomas, Édouardem Baerem, Benoît Magimelem, François Damiensem i Omarem Sy jako Juliette, komedii Tour de France (La Grande Boucle, 2013) w roli Sylvie Nouel, żony 40-letniego fana wyścigu Tour de France (Clovis Cornillac) oraz komediodramacie Juliette (2013) z Àstrid Bergès-Frisbey jako Louise, dramacie GHB (2014) z Mariną Hands, Clémence Poésy, Stéphane’em Sednaouim i Benjaminem Biolayem jako Jo.
Zasiadała w jury sekcji „Un Certain Regard” na 64. MFF w Cannes (2011) oraz w jury Złotej Kamery na 70. MFF w Cannes (2017).

### Przedstawienia teatralne

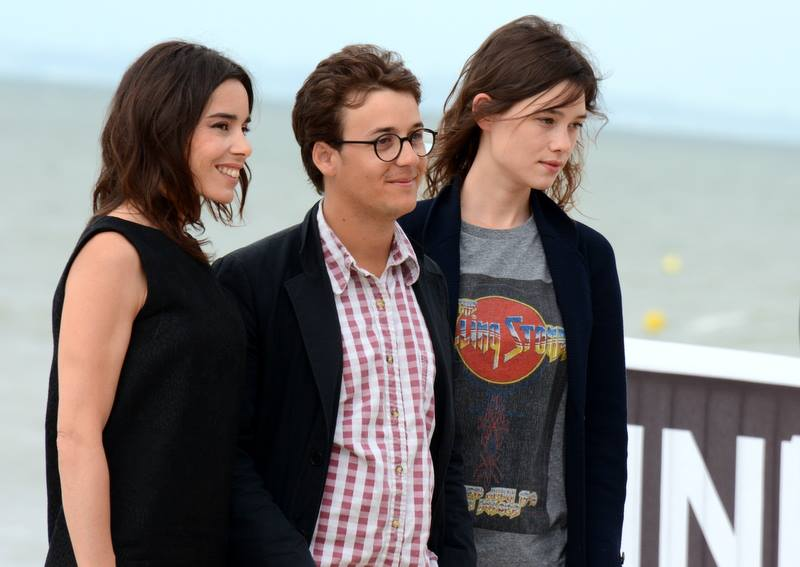
Aktorka, Pierre Godeau i Àstrid Bergès-Frisbey na premierze filmu Juliette podczas MFF w Cabourgu (2013)

W 2007 zagrała sceniczną rolę Sibille w sztuce Gamines w reżyserii Sylvie Testud. Spektakl był prezentowany w Comédie de Picardie, Théâtre de la Croix-Rousse w Lyonie i Théâtre national w Nicei. W 2010 wystąpiła jako Caroline w przedstawieniu Ödöna von Horvátha/Emmanuela Demarcy-Moty w paryskim Théâtre de la Ville. W 2012 powróciła na scenę w Théâtre de la Ville w inscenizacji Victor ou les enfants au pouvoir Rogera Vitraca/Emmanuela Demarcy-Moty w roli Émilie Paumelle.

## Życie prywatne
Dzieliła swój czas i pracę między Los Angeles i Paryżem. W 1995 spotykała się z francuskim aktorem Romainem Durisem. W 2002 związała się z didżejem i muzykiem z duetu muzycznego Daft Punk Thomasem Bangalterem, z którym ma dwóch synów, Tara-Jaya (ur. 22 stycznia 2002) i Roxana (ur. 2 czerwca 2008).

## Filmografia
Filmy kinowe
| Rok  | Tytuł                                               | Rola                       | Uwagi |
| ---- | --------------------------------------------------- | -------------------------- | --- |
| 2021 | Simone – Le voyage du siècle                        | Yvonne Jacob               | |
| 2018 | Wymarzony                                           | Alice                      | Nominacja do nagrody Cezar w kat. najlepsza aktorka                                                                                    |
| 2018 | Guy                                                 | młoda Anne-Marie           | |
| 2018 | Czarna rzeka                                        | Lola Bellaile              | |
| 2017 | Gaspard jedzie na ślub                              |                            | |
| 2016 | Hibou                                               | Panda/Anita                | |
| 2014 | G.H.B.: To Be or Not To Be                          | Jo                         | |
| 2014 | Reality (Réalité)                                   | Alice                      | |
| 2013 | La Grande Boucle                                    | Sylvie Nouel               | |
| 2013 | Juliette                                            | Louise                     | |
| 2010 | In Memory of the Days to Come                       | Maya                       | |
| 2010 | Imperialiści są wśród nas!                          | Asya                       | |
| 2010 | Happy Few                                           | Teri                       | |
| 2008 | Ich dwóch i Paryż (Seuls two)                       | Juliette                   | |
| 2007 | Moje miejsce pod słońcem (Ma place au soleil)       | Julie                      | |
| 2007 | Bohater (Héros)                                     | Lisa                       | |
| 2007 | Po nim (Apres Lui)                                  | Laure                      | |
| 2007 | Jaki ojciec, taka córka (Tel père telle fille)      | Sandra                     | |
| 2007 | Je déteste les enfants des autres                   | Cécile                     | |
| 2005 | Ten dzień powrócił (Sorry, Haters)                  | Éloïse                     | |
| 2005 | Shooting Vegetarians                                | The Happy Coffee Shop girl | |
| 2005 | Brice de Nice – nicejski ślizg (ew. Surfer z Nicei) | Jeanne                     | |
| 2004 | America Brown                                       | Rosie                      | |
| 2003 | Zmowa milczenia (Le pacte du silence)               | Gaëlle / Sarah             | |
| 2003 | Nawałnica (Stormy Weather)                          | Cora                       | Nominacja do nagrody Eddy w kat. aktorka roku                                                                                          |
| 2002 | La guerre a Paris                                   | Ana Maria                  | |
| 2002 | La merveilleuse odyssée de l’idiot Toboggan         |                            | |
| 2002 | Dreams of Trespass                                  |                            | |
| 2001 | Tomcio Paluch (Le petit poucet)                     | jako dziewczyna Ogra       | |
| 2001 | Being Light                                         | Justine                    | |
| 2001 | CQ                                                  | Marlene                    | |
| 2000 | Zew ciała (Too Much Flesh)                          | Julitte                    | |
| 2000 | Wina Woltera (La Faute à Voltaire)                  | Lucie                      | Nagroda w kat. najlepsza aktorka na Cologne Meditteranean Film Festival                                                                |
| 2000 | Zwycięstwo Nicka (The Beatnicks)                    | Nica                       | |
| 1999 | Kochankowie (Lovers)                                | Jeanne                     | |
| 1999 | Meurtre d’une petite grue                           |                            | |
| 1998 | Wyśnione życie aniołów                              | Isabelle ‘Isa’ Tostin      | gł. rola Europejska Nagroda Filmowa (z Natachą Régnier) Nagroda na 51. MFF w Cannes (z Natachą Régnier) Nagroda Cezar Nagroda Lumières |
| 1998 | Zonzon                                              | Carmen                     | |
| 1998 | Kidnaperzy (Les Kidnappeurs)                        | Claire                     | |
| 1998 | J’aimerais pas crever un dimanche                   | Térésa                     | |
| 1998 | Louise (Take 2)                                     | Louise                     | |
| 1997 | Nasze jest niebo (Le ciel est à nous)               | Lola/Marguerite            | |
| 1997 | La divine poursuite                                 | Angele                     | |
| 1997 | C’est Noël déjà                                     | La vendeuse de crêpes      | |
| 1997 | Raj w płomieniach (Flammen im Paradies)             | Georgette / Juliette       | |
| 1996 | Mademoiselle Personne                               |                            | |
| 1996 | Pełnym gazem (À toute vitesse)                      | Julie                      | |
| 1996 | Dziedzictwo (The Proprietor)                        | młoda dziewczyna           | |
| 1996 | Lola w technolandzie                                | Lola                       | |
| 1995 | Le plus bel âge...                                  | Delphine                   | |
| 1994 | Młodzi groźni (Le péril jeune)                      | Sophie                     | |
| 1994 | Dzikie trzciny (Les roseaux sauvages)               | Maїté Alvarez              | Nagroda Cezar dla najbardziej obiecującej aktorki                                                                                      |
| 1993 | Skradziony zeszyt (Le cahier volé)                  | Virginie                   | |
| 1993 | Tango                                               | dziewczyna w aeroplanie    | |
| 1990 | Stan the Flasher                                    | Natacha                    | (wymieniona w czołówce jako Elodie) |

Filmy telewizyjne
| Rok  | Tytuł                        | Rola     | Uwagi |
| ---- | ---------------------------- | -------- | ----- |
| 2019 | Temps de chien!              | Florence |       |
| 2009 | Douce France                 | Muriel   |       |
| 1999 | Première neiges              | Léa      |       |
| 1994 | Wiedźmy z gór (Les brouches) | Sandrine |       |
| 1993 | La lettre inachevée          | Michele  |       |

Seriale telewizyjne
| Rok         | Tytuł                          | Rola            | Uwagi |
| ----------- | ------------------------------ | --------------- | --- |
| 2017-       | Aurore                         | Aurore          | L’ innocence (sezon 1, odc. 1) Les fantômes (sezon 1, odc. 2) Vérité ou conséquences (sezon 1, odc. 3)               |
| 2013        | Le débarquement                |                 | (sezon 1, odc. 2) |
| 2006 – 2007 | Słowo na L (The L Word)        | Claude Mondrian | Lewa ręka bogini (Left Hand of the Goddess) (sezon 3, odc. 38) Nietrwałość (Legend in the Making) (sezon 4, odc. 39) |
| 2005 – 2006 | Agentka o stu twarzach (Alias) | Renée Rienne    | (wymieniona w czołówce jako Elodie Bouchez)                                                                          |
| 1994        | Wszyscy młodzi w ich wieku     | Maïté Alvarez   | Dąb i trzcina (Le chêne et le Roseau) (odc. 1)                                                                       |
| 1994        | Extrême limite                 | Marion          | La Clandestine (sezon 1, odc. 15)                                                                                    |
| 1994        | Les Cordier, juge et flic      | Sophie Hamon    | L’assasin des beaux quartiers (odc. 2)                                                                               |
| 1994        | 3000 scénarios contre un virus | Julie           | odc. L’Anniversaire                                                                                                  |
| 1990 – 1991 | Les compagnons de l’aventure   |                 | odc. Lola et les sardines                                                                                            |

Filmy dokumentalne
| Rok  | Tytuł                                       | Rola     | Uwagi           |
| ---- | ------------------------------------------- | -------- | --------------- |
| 2004 | Paradise now – Journal d’une femme en crise | ona sama |                 |
| 1992 | Cinématon                                   | ona sama | Cinématon #1581 |

Filmy średniometrażowe
| Rok  | Tytuł   | Rola | Uwagi |
| ---- | ------- | ---- | ----- |
| 1993 | Wieczne |      |       |

Filmy krótkometrażowe
| Rok  | Tytuł                          | Rola       | Uwagi |
| ---- | ------------------------------ | ---------- | ----- |
| 2019 | Roberto le canari              | Elsa       |       |
| 2015 | Hard Drive                     | Maya       |       |
| 2015 | Lorsque l’amour sera mort      |            |       |
| 2013 | She Said, She Said             | Eloise     |       |
| 2012 | Anna et Jérôme                 | Anna       |       |
| 2012 | S/S 2012                       |            |       |
| 2009 | Driving Elodie                 | Elodie     |       |
| 2004 | Dix ans ensemble               |            |       |
| 2004 | Starszy ty (Toi, vieux)        | Elina      |       |
| 2004 | A quoi ça sert de voter écolo? | Angèle     |       |
| 1998 | Chcę iść (Je veux descendre)   | Léa        |       |
| 1994 | Les Mots de l’amour            | dziewczyna |       |
| 1997 | Les fantômes du samedi soir    | głos       |       |
| 1992 | Tous les garçons               |            |       |

Producent
| Rok  | Tytuł                            | Rola                  | Uwagi |
| ---- | -------------------------------- | --------------------- | ----- |
| 2000 | Zwycięstwo Nicka (The Beatnicks) | (zastępca producenta) |       |

## Dyskografia
| Rok  | Utwór                    | Album                        | Uwagi                         |
| ---- | ------------------------ | ---------------------------- | ----------------------------- |
| 1995 | „Cadavre Débit”          | B.O.F. Mademoiselle Personne | duet z Jeanem-Louisem Muratem |
| 1995 | „Quelle Salaud”          | B.O.F. Mademoiselle Personne | duet z Jeanem-Louisem Muratem |
| 1995 | „Joachim”                | B.O.F. Mademoiselle Personne | duet z Jeanem-Louisem Muratem |
| 1995 | „Franco-Kurde”           | B.O.F. Mademoiselle Personne | duet z Jeanem-Louisem Muratem |
| 1995 | „Rendez-Vous”            | B.O.F. Mademoiselle Personne | duet z Jeanem-Louisem Muratem |
| 1995 | „Cadavre Debit (Nanana)” | B.O.F. Mademoiselle Personne | duet z Jeanem-Louisem Muratem |